# Объективы Kodak

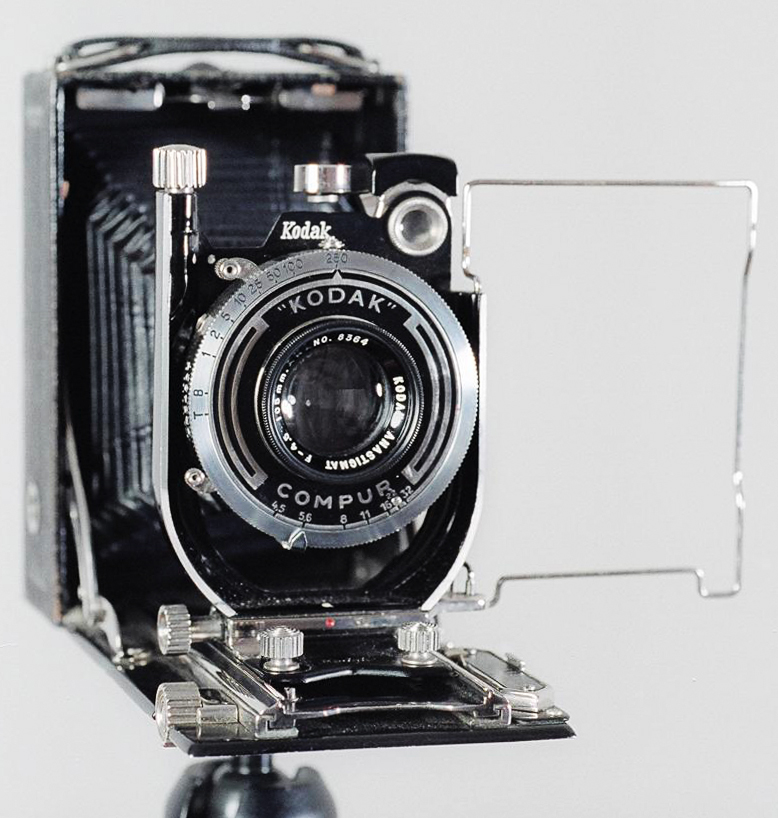
Объектив Kodak Anastigmat 105 мм f/4,5 с затвором Compur на фотоаппарате Recomar 18, 1930-е.

Объективы Kodak — объективы, производимые компанией Eastman Kodak.

## Историческая справка
До 1914 года компания Eastman Kodak на свои фотоаппараты устанавливал простейшие менисковые линзы, или объективы сторонних производителей, например Rapid Rectilinear компании Bausch & Lomb.
В 1914 году Kodak начал производство большой серии объективов под названием Kodak Anastigmat. Объективы состояли из 4 групп линз и имели апертуру f/8. Вторая серия объективов (Series II) имела апертуру f/7,7 и фокусные расстояния от 170 мм до 203 мм. Отдельные экземпляры второй серии выпускались до 1950-х годов. 
Eastman Kodak выпускал объективы не только для фотоаппаратов, но и для проекторов, увеличителей, слайд проекторов и т.д. В 1930-е годы объективы Kodak с f/8 и меньше были анастигматами. До середины 1930-х годов качественные объективы Kodak назывались Kodak Anastigmat. Простые объективы начального уровня назывались: Diway, Bimat, Twindar, Kodar. 
После 1935 года, с появлением цветной фотографии, Kodak изменил систему наименования своих объективов. Объективы были разделены по качеству на четыре группы. Объективы начального уровня назывались: Kodet, Kodar. Качественные — Anaston (в 1950-е — Ektanon). Высоко качественные — Anastar (в 1950-е — Ektanar). Профессиональные — Ektar .

## Kodak Anastigmat Ektar

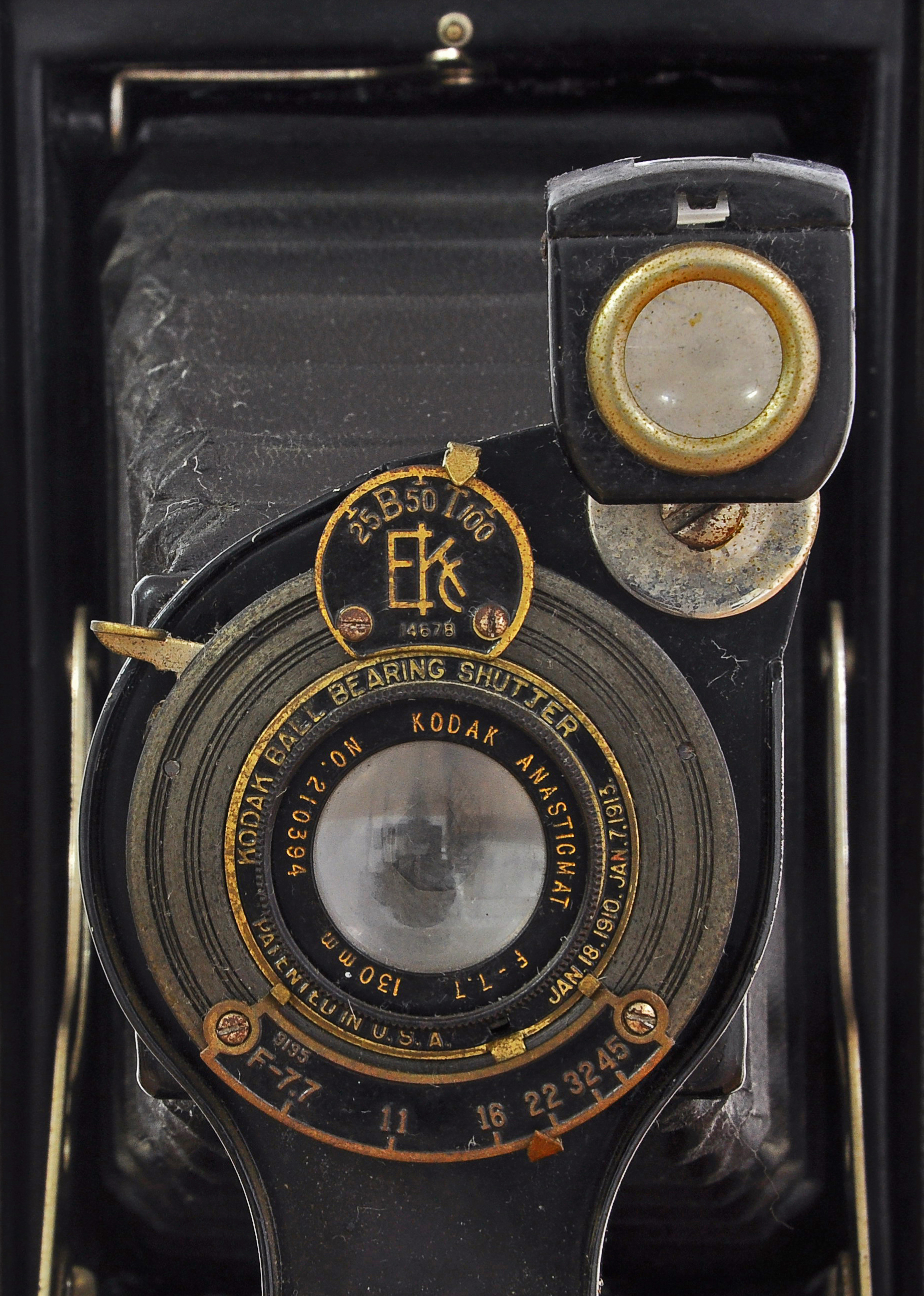
Объектив Anastigmat Ektar.

Объективы профессионального уровня назывались Kodak Anastigmat Ektar, или просто Kodak Ektar. По качеству объективы серии Ektar были сравнимы с объективами лучших европейских производителей. Eastman Kodak разрабатывал объективы как для чёрно-белой, так и для цветной фотографии. 
Некоторые объективы серии Ektar. 

### Kodak Ektar f/2,0, 45 мм
Начало производства — 1936 год. Один из первых объективов серии. Шесть элементов из линз Гауссового типа. Поставлялись для фотоаппаратов Kodak Bantam Special. Разрабатывались для цветной плёнки Kodachrome и для чёрно-белой фотографии.

### Kodak Ektar f/2,0, 47 мм
Аналогичен варианту с фокусным расстоянием 45 мм. Устанавливался на американский фотоаппарат Kardon — копию Leica IIIa. Kardon поставлялся для армии США. Kardon производился в 1945 — 1954 годах компанией Premier Instrument Corporation. Premier Instrument Corporation владел Питер Кардон — выходец из Одессы. 
Объектив так же устанавливался на небольшое количество фотоаппаратов Retina II, производимых Kodak AG в Германии. 

### Kodak Ektar f/3,5, 50 мм
Тессар с 4 элементами. Поставлялся для фотоаппаратов Kodak Retina I, производимых Kodak AG в Германии. Разрабатывался для фотоплёнки Kodachrome и чёрно-белой плёнки. На Kodak Retina I также устанавливались объективы Xenar германской компании Schneider Kreuznach.

### Kodak Ektar f/3,7, 107 мм
Объективы Kodak Ektar f/3,7, 107 mm., f/4,5, 101 мм, f/4,7, 127 мм и f/4,5, 152 мм - типа тессар с 4 элементами. Устанавливались на пресс-камеру Speed Graphic компании Graflex.
Объектив f/3,7, 107 мм использовался с профессиональной плёнкой Kodachrome с размером кадра 2¼×3¼ дюйма. Объективы f/4,7, 127 мм устанавливались на фотоаппараты Graflex Combat Graphic с размером кадра 4х5 дюйма. 

### Kodak Ektar f/3,5 100 мм и f/3,7 105 мм
Пятиэлементные объективы Гелиар (Heliar) типа. 
100 мм объективы устанавливались на фотоаппараты Kodak Medalist и Medalist II. 105 мм объективы устанавливались на пресс-камеры с размером кадра 2¼×3¼ дюйма. 

### Kodak Wide-Field Ektar f/6,3 80mm., 100mm., 135mm, 190mm, и 250mm.
Четырёхэлементные объективы гауссового типа. Устанавливались на фотоаппараты большого формата с размером кадра 2¼×3¼, 3¼×4¼, 4×5, 5×7, и 8×10 дюймов.

### Kodak Aero Ektars
Объективы для аэрофотосъемки. Фокусные расстояния 7 и 12 дюймов, f/2,5. 7-дюймовые объективы устанавливались на фотоаппараты с размером кадра 5х5 дюйма.

## Kodak Anastigmat Special / Anastar / Ektanar

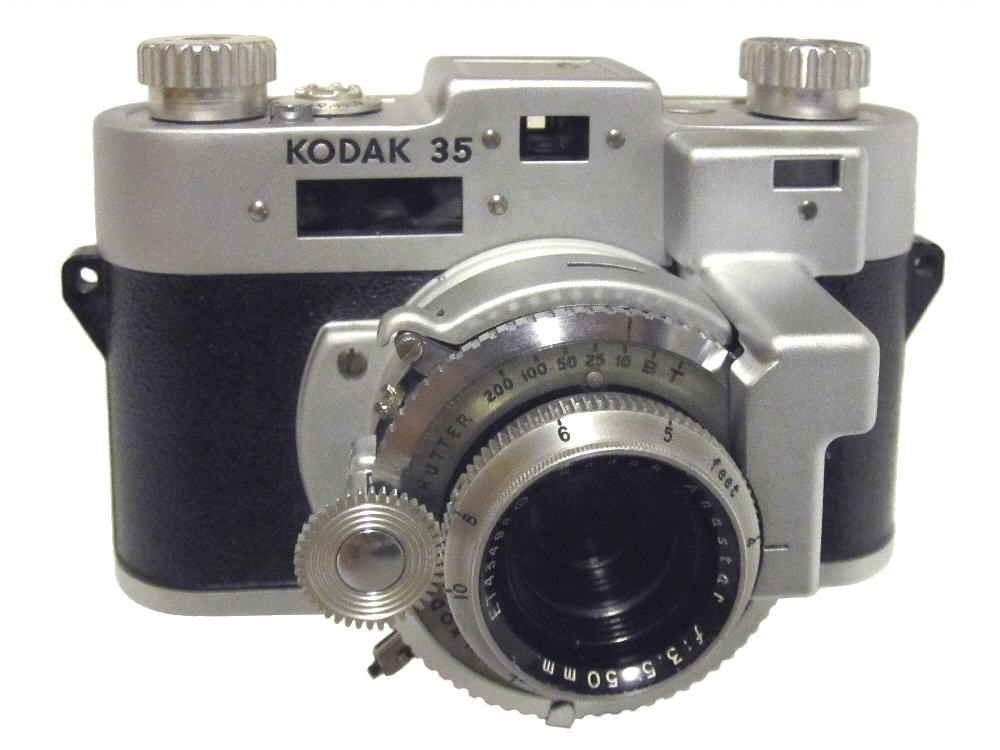
Объектив Kodak Anastar в фотоаппарате Kodak 35.

В конце 1940-х годов серия Anastigmat Special была переименована в Anastar, а в 1950-е на Ektanar. Объективы позволяли фотографировать при не благоприятном освещении и объекты, движущиеся на больших скоростях.
Объективы Ektanar в 1950-е устанавливались на фотоаппараты Kodak Signet 80 для плёнки типа 135. Signet 80 считается одним из самых совершенных фотоаппаратов Kodak. 
Некоторые объективы серии Anastar / Ektanar

### Kodak Anastar f /3,5 51 мм.
Один из первых объективов серии. Четырёхэлементный Тессар. С 1938 года устанавливался на фотоаппараты Kodak 35. 

### Kodak Ektanar 50 мм, f/2,8.
Четырёхэлементный Тессар. Устанавливался на фотоаппараты Kodak Signet 80. Signet 80 производился с 1958 года по 1962 год. Стекло объектива содержит оксид тория.

## Kodak Anastigmat / Anaston / Ektanon

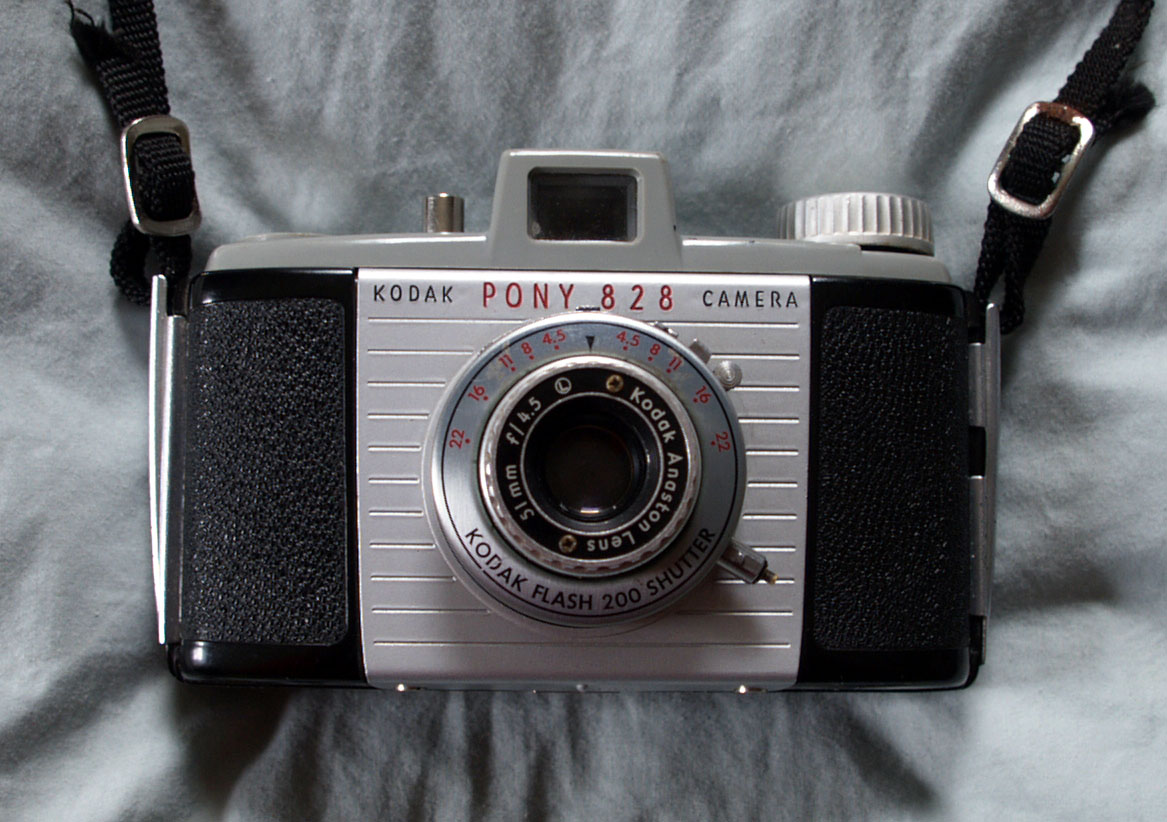
Объектив Kodak Anaston

В конце 1940-х годов серия Anastigmat была переименована в Anaston, а в 1950-х в Ektanon.
Некоторые объективы серии Anaston / Ektanon.

### Kodak Anastigmat f /4,5 51 мм.
Триплет Кука, устанавливался на фотоаппараты Kodak 35.

### Kodak Anastigmat f/4,5 103 мм, 105 мм и 126 мм
Четырёхэлементный Тессар. Устанавливались на фотоаппараты со складным мехом Kodak Six-20, Tourist, и Six-16. Позднее переименованы в Anaston.

## Kodak Diway, Bimat, Twindar, Kodar
Дешевые объективы начального уровня. Устанавливались на лёгкие, простые, дешевые камеры. Минимальное расстояние наводки на резкость – 5 футов (около 1,5 метра). В 1920-е и 1930-е годы объективы были триплетами, позднее они были упрощены до дуплетов. 
Объективы Bimat и Twindar разработаны в 1933 году Дональдом Л. Вудом (Donald L. Wood). Схема несимметричный перископный дуплет позволила значительно сократить стоимость объективов. 

## Линзы
На фотоаппараты начального уровня устанавливались менисковые линзы под названием Kodet. Группа из двух линз называлась Diway.
В 1950-е Kodak начал производство акриловых линз. Они зачастую назывались Dakon.